# Aedes scutellaris
Aedes scutellaris é um espécie de mosquito do Género Aedes, pertencente à família Culicidae.